# Tchagra
Tchagra es un género de aves paseriformes de la familia Malaconotidae conocidas vulgarmente como chagras. Están ampliamente distribuidas en África.

## Taxonomía
Se reconocen las siguientes especies:
- Tchagra minutus
- Tchagra senegalus
- Tchagra australis
- Tchagra jamesi
- Tchagra tchagra